# Staffan Hellstrands bästa
Staffan Hellstrands bästa – Hela vägen hem är ett samlingsalbum från år 2000.
Samma år som detta samlingsalbum kom ut var Hellstrand aktuell med den officiella svenska låten till Fotbolls-EM 2000. Den hette "Explodera" och släpptes även på singel samma år.

## Låtlista
Musik och text av Staffan Hellstrand där inget annat anges.
| Nr  | Titel                    | Längd | Ursprungligt album         | Notering                                                          |
| --- | ------------------------ | ----- | -------------------------- | ----------------------------------------------------------------- |
| 1.  | Hela vägen hem           | 3:05  | Den stora blå vägen (1991) |                                                                   |
| 2.  | Din mästares röst        | 3:39  | Eld (1992)                 |                                                                   |
| 3.  | Bilder av dig            | 3:12  | Eld (1992)                 |                                                                   |
| 4.  | Lilla fågel blå          | 4:45  | Regn (1993)                |                                                                   |
| 5.  | Stackars, stackars mej   | 3:26  | Regn (1993)                |                                                                   |
| 6.  | Var kommer du ifrån?     | 4:07  | Sot (1994)                 | Rap av Dogge Doggelito.                                           |
| 7.  | Kärlek & hat             | 4:30  | Sot (1994)                 |                                                                   |
| 8.  | Fanfar                   | 3:05  | Pascha Jims dagbok (1996)  |                                                                   |
| 9.  | Du går aldrig ensam      | 4:08  | Pascha Jims dagbok (1996)  |                                                                   |
| 10. | Precis som du är         | 4:52  | Pascha Jims dagbok (1996)  |                                                                   |
| 11. | Jag i underlandet        | 3:28  | Underland (1998)           |                                                                   |
| 12. | Tala om                  | 4:02  | Underbarn (1999)           |                                                                   |
| 13. | Underbarn                | 4:02  | Underbarn (1999)           |                                                                   |
| 14. | Högre mark               | 4:04  | –                          | Tidigare inspelad av Idde Schultz på albumet Idde Schultz (1995). |
| 15. | Första steget            | 3:21  | Barn 2000 (samlingsskiva)  | Text av Sazan Hussein.                                            |
| 16. | Explodera                | 3:49  | –                          | Officiell svensk EM-låt.                                          |
| 17. | Mamma och pappa sover nu | 3:57  | –                          | Musik av SH! Tidigare inspelad på SH!-albumet Söndag (1988).      |

## Listplaceringar
| Lista (2000) | Position |
| ------------ | -------- |
| Sverige      | 16       |

### Fotnoter
1. ↑  Information i Svensk mediedatabas.
2. ↑  Information i Svensk mediedatabas.
3. ↑  Listplacering